# باركلي جيمس هارفست (فريق روك)

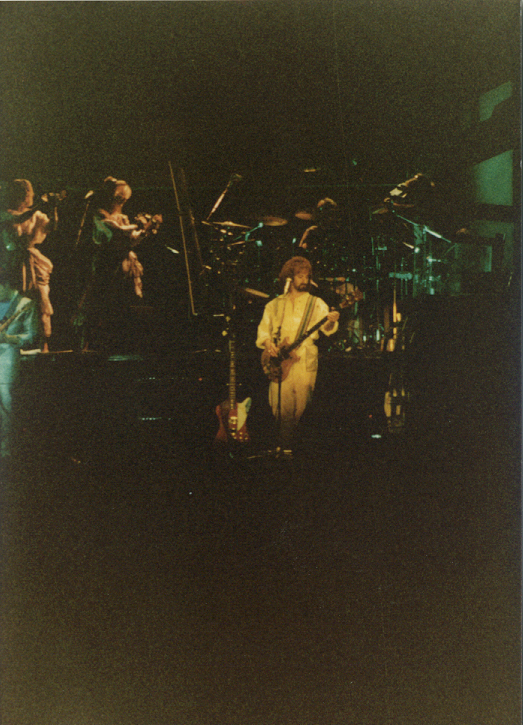
باركلي جيمس هارفست

باركلي جيمس هارفست (بالإنجليزية: Barclay James Harvest) فريق لموسيقى الروك المتقدم (بروجريسيف روك) الإنجليزي. تأسس في أولدهام، في سبتمبر 1966 من الأعضاء:
ليس هولرويد: باس جيتار وغناء (مواليد 1948)
جون ليس: جيتار وغناء (مواليد 1947)
ميل بريتشارد: طبول وإيقاع (1948-2004)،
ستيوارت "وولي "ولستنهولمي: لوحة المفاتيح وغناء (1947-2010)
سنوات النشاط: 1966 حتى الوقت الحاضر

## أفضل عشرة أغاني
برلين Berlin  (1978) 
مودي بلوز الرجل الفقير Poor Man´s Moody Blues (1977) 
ترنيمة Hymn (1977) 
ابن الكون Child of the universe (1974) 
ليس لأحد For no one (1990) 
مدينة دلف الصباح Delph town morn (1972) 
قالت She said (1971) 
أغنية الموت Song for dying (1981) 
الطائر المحاكي Mockingbird (1983) 
أخذ بعض الوقت Taking Some Time on (1996) 

## وصلات خارجية
https://www.bjharvest.co.uk/ باركلي جيمس هارفست (فريق روك)
https://www.youtube.com/watch?v=TFIP3X0sqws باركلي جيمس هارفست (فريق روك)
https://www.youtube.com/watch?v=BpbSIyXXIOk باركلي جيمس هارفست (فريق روك)
https://www.youtube.com/watch?v=-aPnFTFrg5k باركلي جيمس هارفست (فريق روك)
https://www.youtube.com/watch?v=o93hYhytAmI باركلي جيمس هارفست (فريق روك)
https://www.youtube.com/watch?v=CdRQo8uk6iA باركلي جيمس هارفست (فريق روك)
https://www.youtube.com/watch?v=EoeSO58r2jk باركلي جيمس هارفست (فريق روك)
https://www.youtube.com/watch?v=l5kW6ExTRTw باركلي جيمس هارفست (فريق روك)
https://www.youtube.com/watch?v=5iACGlU_2AY باركلي جيمس هارفست (فريق روك)